# Jens Lorentzen
Jens Lorentzen (1882. – 1931.) olimpiai ezüstérmes dán tornász.
Az 1906. évi nyári olimpiai játékokon indult tornában és csapat összetettben ezüstérmes lett. (Később ezt az olimpiát a Nemzetközi Olimpiai Bizottság nem hivatalosnak nyilvánította)
Klubcsapata a Københavns Gymnastikforening volt.